# 사관학교 (스타크래프트)
사관학교(영어:Academy)는 스타크래프트 종족인 테란의 건물이다. 테란의 기본 건물 중에 하나이다.

## 특징
사관학교는 스타크래프트와 스타크래프트 리마스터에선 영단어인 Academy를 그대로 한글로 음역한 아카데미라고 불린다. 스타크래프트 2에서는 나오지않는 건물이며 그 역할을 애드온 건물인 기술실이 대체한다. 아카데미는 바이오닉 테란의 유닛인 마린, 파이어뱃의 사거리 업그레이드인 U-238 탄환 연구와 한국어로 번역하면 전투 자극제인 스팀팩 연구, 메딕의 기술이자 업그레이드인 회복 연구, 광학 섬광탄 연구, 카두세우스 반응로 연구를 하며 파이어뱃과 메딕을 생산하려면 필수로 있어야 하는 선행 건물이기에 바이오닉 테란의 체제로 간다면 중요한 건물이 된다. 또한 고스트를 생산하려면 사이언스 퍼실리티와 애드온 건물인 코버트 옵스에 사관학교까지 같이 요구된다. 즉 마린을 제외한 모든 바이오닉 유닛들의 생산에는 사관학교가 필수 조건이 된다. 이외에도 커맨드 센터의 애드온 건물인 콤셋 스테이션의 필수 요구 조건이 되는 선행 건물이 되기 때문에 콤셋 스테이션을 운영하려면 필수로 지어줘야하는 건물이다. 이런 이유가 있기 때문에 바이오닉 테란이 아닌 메카닉 테란의 체제로 갈 때도 시야 확보나 정찰 등에 중요한 역할을 하는 콤셋 스테이션의 운영을 위해 필수로 지어주게 된다. 사관학교란 건물을 짓는데 선행 조건의 건물은 배럭스이다. 사관학교를 짓는데 필요한 자원과 시간은 미네랄:200원, 건설 시간:80초이다. 건물의 능력치는 체력:600, 기본 방어력:1이다. 사관학교는 체력은 높지않은 편인 건물이기 때문에 적이 작정하고 사관학교를 노린다면 쉽게 파괴되므로 사관학교를 지을 때는 반드시 구석진 곳에서 기지가 공격받는 등의 위급 상황 때에도 수리하기 좋은 곳을 찾아서 지어줘야 한다. 사관학교는 스타크래프트 2에서는 등장하지않기 때문에 해병의 사거리 업그레이드와 전투 자극제 연구는 병영에 애드온된 기술실에서 대신하며 카두세우스 반응로 연구는 우주공항에 애드온된 기술실에서 하는 것으로 대체되었다. 이런 이유는 의무관의 대체 유닛인 의료선이 우주공항에서 생산되기 때문이다. 이외에 유령의 경우는 과학 시설, 사관학교, 비밀 작전실을 대체할 건물인 유령 사관학교란 건물이 따로 생겼으며 여기서 핵미사일의 개발뿐만 아니라 유령에 관련된 모든 기술 연구와 업그레이드를 할 수 있다.

## 같이 보기
- 스타크래프트
- 테란